# Ftia II
Ftia II (in greco antico: Φθία?, Phthía; IV secolo a.C.) fu una regina epirota, moglie di Eacide, re d'Epiro.

## Biografia
Ftia era figlia di Menone di Farsalo, un militare della Tessalia che si era distinto nella guerra lamiaca e nella battaglia di Crannone.
Da Eacide ebbe tre figli: un maschio, il famoso condottiero e futuro re Pirro e due femmine: Deidamia, moglie del re di Macedonia Demetrio I Poliorcete, e Troias, della quale si conosce solo il nome.
Il viso di Ftia è riportato su alcune monete coniate dal figlio Pirro.